# Dwór Czeczów w Bieżanowie
Dwór Czeczów – zabytkowy dwór położony przy ul. ks. Jerzego Popiełuszki 36 w Krakowie, w dzielnicy XII Bieżanów-Prokocim. Od 2007 roku pełni funkcję filii Centrum Kultury Podgórza oraz siedziby Towarzystwa Przyjaciół Bieżanowa. Zespół dworsko-parkowy (dwór wraz z oficyną i ogrodem) został wpisany do rejestru zabytków 27 sierpnia 1990 roku pod numerem A-859.

## Historia
Wieś Bieżanów po raz pierwszy wzmiankowana została w 1212 roku. W czasach nowożytnych funkcjonował tu majątek należący do Kapituły Krakowskiej. W wyniku I rozbioru Polski dobra bieżanowskie trafiły w ręce świeckie. Około połowy XIX wieku zakupiła je rodzina Czeczów.
W latach 1870–1880 Karol Czecz de Lindenwald, wzniósł nową rezydencję – obecny dwór. Po II wojnie światowej obiekt został przejęty przez państwo i pełnił funkcje opiekuńcze: mieścił się tu dom dziecka i zakład wychowawczy. W latach 90. XX w. spadkobiercy Czeczów przekazali dwór miastu Kraków z warunkiem przeznaczenia na cele kulturalne. Generalny remont przeprowadzono w latach 2006–2007, przy udziale środków Społecznego Komitetu Odnowy Zabytków Krakowa.

## Architektura i otoczenie
Dwór reprezentuje styl eklektyczny z dekoracją neorenesansową. Bryła budynku jest zróżnicowana: z wieżyczką narożną, loggią ogrodową i kolumnowym ryzalitem nad wejściem. Elewacje zdobią boniowane portale, gzymsy i motywy roślinne.
Założenie obejmuje parterowy korpus główny z piętrową częścią środkową oraz dwukondygnacyjną oficynę. Wnętrza częściowo zachowały wystrój z XIX wieku – klasycystyczne meble i stylizowane detale.
Dwór otacza dawny park krajobrazowy z XIX wieku, obecnie zdziczały. Planowana jest jego rewitalizacja w latach 2025–2027.

## Kontekst lokalny
Dwór zlokalizowany jest w historycznym Starym Bieżanowie – dawniej wsi, obecnie części Krakowa. W sąsiedztwie znajduje się zabytkowy kościół parafialny i wiejska zabudowa, co podkreśla jego znaczenie w lokalnym krajobrazie kulturowym.

## Współczesne funkcje
Obecnie obiekt pełni funkcję ośrodka kultury – filii Centrum Kultury Podgórza. Organizowane są tu koncerty, wystawy, warsztaty dla dzieci i dorosłych, zajęcia edukacyjne i artystyczne (plastyka, muzyka, taniec, ceramika). Funkcjonują m.in. Klub Seniora i Klub Rodzica.
Budynek jest przystosowany dla osób z niepełnosprawnościami i otwarty dla zwiedzających w dni robocze i podczas wydarzeń. Wstęp na wydarzenia jest bezpłatny lub symboliczny.

## Postaci związane z dworem
Właścicielem dworu był Karol Czecz de Lindenwald – gospodarz i działacz społeczny, wiceprezes Towarzystwa Rolniczego w Krakowie. Dwór był również związany z jego synami – Henrykiem (ps. „Lasek”) i Karolem (ps. „Baca”) Czeczami – żołnierzami Armii Krajowej, poległymi podczas II wojny światowej.

## Ochrona konserwatorska
Dwór Czeczów jest wpisany do rejestru zabytków jako zespół dworsko-parkowy. Podlega ochronie konserwatorskiej, a wszelkie prace były prowadzone pod nadzorem Wojewódzkiego Urzędu Ochrony Zabytków.